# Xảo Gia
Xảo Gia (tiếng Trung: 巧家县, Hán Việt: Xảo Gia huyện) là một huyện tại địa cấp thị Chiêu Thông, tỉnh Vân Nam, Cộng hòa Nhân dân Trung Hoa. Huyện này có diện tích 3.245 km², dân số năm 2003 là 520.000 người. Huyện lỵ đóng tại trấn Bạch Hạc Than.

## Các đơn vị hành chính
- 12 trấn: Bạch Hạc Than (白鹤滩), Kim Đường (金塘), Mông Cô (蒙姑), Sùng Khê (崇溪), Mã Thụ (马树), Dược Sơn (药山),Lão Điếm (老店), Tân Điếm (新店), Đại Trại (大寨), Tiểu Hà (小河), Đông Bình (东坪) và Mậu Tô (茂租).
- 4 hương: Trung Trại (中寨), Lô Phòng (炉房), Bao Cốc Não (包谷垴) và Hồng Sơn (红山).